# Hudsonstraße
Die Hudsonstraße (englisch Hudson Strait; französisch Détroit d’Hudson) ist eine Meerenge in Kanada, die zwischen der Ungava-Halbinsel und der Baffininsel auf einer Länge von rund 700 km die Verbindung zwischen der Hudson Bay und der Labradorsee sowie im weiteren Verlauf mit dem Atlantischen Ozean herstellt. An ihrer engsten Stelle erreicht sie noch eine Breite von rund 120 km, an ihrer breitesten sind es etwas mehr als 200 km.

## Geschichte
Erstmals erkundet wurde die Hudsonstraße durch den Italiener Sebastiano Caboto. Von Cabotos Expeditionen sind keine von ihm verfassten Reiseberichte überliefert. Es wird angenommen, dass er in den Jahren 1508 und 1509 eine Expedition vor die Küste Nordamerikas führte, wovon Berichte von Petrus Martyr und Giovan Battista Ramusio, die sich auf Caboto als Informant stützen, existieren. Diesen zufolge sei Caboto auf der Suche nach der Nordwestpassage in arktische Gewässer vorgedrungen. Bei 67°30'N sei er vor der Küste der Labrador-Halbinsel von seiner Mannschaft zur Umkehr gedrängt worden. Zwischen 61° und 64°N habe er dann eine breite Meeresstraße entdeckt, in diese sei er bis auf 10 Längengrade hineingesegelt, wo sich ihm eine breite Meeresfläche eröffnete – nach Cabotos Ansicht der Pazifische Ozean. Insofern man diesen Angaben Glauben schenken kann, handelte es sich dabei um die Hudson Bay.
Der englische Seefahrer Sir Martin Frobisher war der erste Europäer, der 1578 von der Einfahrt in diese Meerenge berichtete. Diese Reise wurde durch den Abenteuerer Humphrey Gilbert finanziert. Frobisher nannte einen Gezeiteneinbruch am Eingang „Furious Overfall“ und nannte die Meerenge „Mistaken Strait“, da er sie als Eingang zur Nordwestpassage für weniger vielversprechend hielt als das Gewässer, das später Frobisher Bay genannt wurde.
1585 segelte der Entdecker John Davis durch den Eingang der Meerenge, ebenfalls auf der Suche nach der Nordwestpassage.
Der erste Europäer, der die Meerenge erforschte, war George Weymouth, der 1602 300 Seemeilen (560 km) jenseits des Furious Overfall segelte.
Die Meerenge wurde nach Henry Hudson benannt, der sie 1610 mit dem Schiff Discovery erkundete, demselben Schiff, das zuvor 1602 von George Weymouth benutzt worden war. Auf Hudson folgten Thomas Button im Jahr 1612 und eine detailliertere Kartierungsexpedition unter der Leitung von Robert Bylot und William Baffin im Jahr 1616.
Thomas James, der die Hudson Bay 1631–1632 kartierte, berichtete von seiner Fahrt durch die Mündung der Hudsonstraße, dass die Kälte so extrem war, dass „keine Kleidung dagegen ankam; keine Bewegung konnte ihr widerstehen. Außerdem würde sie die Haare auf unseren Augenlidern so einfrieren, dass wir nicht sehen könnten“.
Erst 1906 fand der norwegische Polarforscher Roald Amundsen einen Weg durch die Passage. Dies wurde erst in den 1940er Jahren von dem Kanadier Henry Larsen wiederholt.